# James Donnelly
James Donnelly (* 3. Januar 1893 in Ballina, County Mayo; † 1959) war ein irischer Fußballspieler und -trainer.

## Karriere

### Als Spieler bzw. Spielertrainer
Donnelly diente im Ersten Weltkrieg der Royal Artillery in Frankreich, dem Artillerie-Arm der British Army. Bereits dort spielte er, gemeinsam mit seinen Kameraden, Fußball. Nach dem Ersten Weltkrieg setzte er seine Karriere bei den  Blackburn Rovers fort und wechselte 1922 zu Accrington Stanley. Später spielte er für Southend United, FC Brentford und Thames AFC, bevor er seine Karriere in Kroatien (damals noch Jugoslawien) fortsetzte und zu 1. HŠK Građanski, dem Vorgänger von Dinamo Zagreb, wechselte. Bereits bei HŠK Građanski wurde er nach dem Weggang von Jesza Poszony, welcher vor Donnellys Ankunft die Mannschaft zu dem Gewinn der Meisterschaft führte, zum Spielertrainer auserkoren.
Als Donnelly die Mannschaft übernahm, hatte der Verein bereits viele seiner Schlüsselspieler aufgrund finanzieller Probleme verloren. Die Saison entwickelte sich für Donnelly schließlich zum Desaster, so konnte er seine Mannschaft zwar bis in das Pokalfinale führen, stieg nach dem Ende der Saison aber als letzter Platz ab. In der zweiten Liga gelang mit dem dritten Platz der sofortige Wiederaufstieg, dennoch musste Donnelly nach dieser Saison seinen Platz räumen, da das System, mit dem Donnelly spielen ließ (nämlich den Schweizer Riegel, eine defensive Taktik), zu Zuschauerschwund führte.
Seine Karriere ließ er schließlich 1935 in der türkischen zweiten Liga bei Güneş SK ausklingen.

### Als Trainer
Im Januar 1935 bekam er ein Angebot von Fenerbahçe Istanbul, welches er auch annahm. Mit Fenerbahçe wurde Donnelly Meister in der Saison 1934/35 der İstanbul Futbol Ligi, der damals wahrscheinlich stärksten Liga in der Türkei.
Ähnlich erfolgreich verlief die Saison 1935/36, in welcher er den Verein aus Kadıköy erneut zu dem Gewinn der Meisterschaft führte. Unvergessen bleibt hierbei ein 6:1-Heimsieg gegen den Erzrivalen Galatasaray Istanbul am 23. Februar 1936. Am Ende der Saison hatte Fenerbahçe 65 Punkte erspielt und gewann die Meisterschaft mit neun Punkten Abstand zu Galatasaray.
Aufgrund seines Erfolgs wurde Donnelly 1936 für den Trainerposten der türkischen Nationalmannschaft berufen, welcher er auch folgte. Neben seinem neuen Engagement blieb er weiterhin Trainer von Fenerbahçe. Sein Debüt als Trainer der Türkei gab er im Juli 1936 bei einem Freundschaftsspiel gegen Jugoslawien, welches im Taksim-Stadion stattfand und an der 8.000 Zuschauer zugegen waren. Das Spiel endete mit 3:3. Einen Monat später nahm er mit der Türkei an den Olympischen Sommerspielen 1936, welches in Berlin stattfand, teil. Die Olympischen Sommerspiele endeten für die Türkei enttäuschend, man verlor mit 4:0 gegen Norwegen in der ersten Runde.
Nach dem enttäuschenden Abschneiden der türkischen Nationalmannschaft bei den Olympischen Sommerspielen betreute Donnelly die Mannschaft anschließend noch bei einer 3:1-Niederlage gegen Jugoslawien im Rahmen eines Freundschaftsspiels, daraufhin beendete er die Arbeit für die Nationalmannschaft und trainierte fortan nur noch Fenerbahçe. Mit Fenerbahçe holte er 1937 und 1938 noch weitere zweimal den Titel. Insgesamt holte James Donnelly fünf Titel für Fenerbahçe, dies macht ihn zu einem der erfolgreichsten Trainer der Vereinsgeschichte.

## Erfolge als Trainer
- Mit 1. HŠK Građanski (als Spielertrainer):

Aufstieg in die erste Liga
- Mit Fenerbahçe Istanbul:

Meister der İstanbul Futbol Ligi: 1934/35, 1935/36
Meister der Millî Küme: 1937
Türkiye Ankara Stadyum Kupası (Pokal): 1936